# ارنست الکساندر
ارنست الکساندر (انگلیسی: Ernest Alexander Cruikshank; ۲۹ ژوئن ۱۸۵۳ – ۲۳ ژوئن ۱۹۳۹) فرد نظامی اهل کانادا بود.